# Liste des îles du Costa Rica
Liste des îles du Costa Rica. Elles sont classées alphabétiquement par littoral.La liste n'est pas exhaustive. Certaines îles sont classées aire protégée (*).

## Mer des Caraïbes

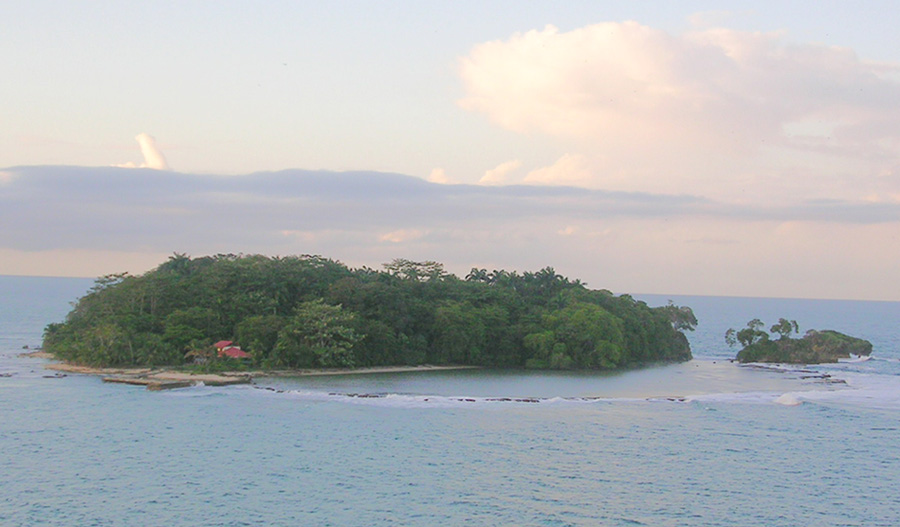
Île Uvita

- Île Calero *
- Île Moín
- Île Pacuare
- Île Palma
- Île Penitencia
- Île Tortuguero *
- Île Uvita

## Océan Pacifique

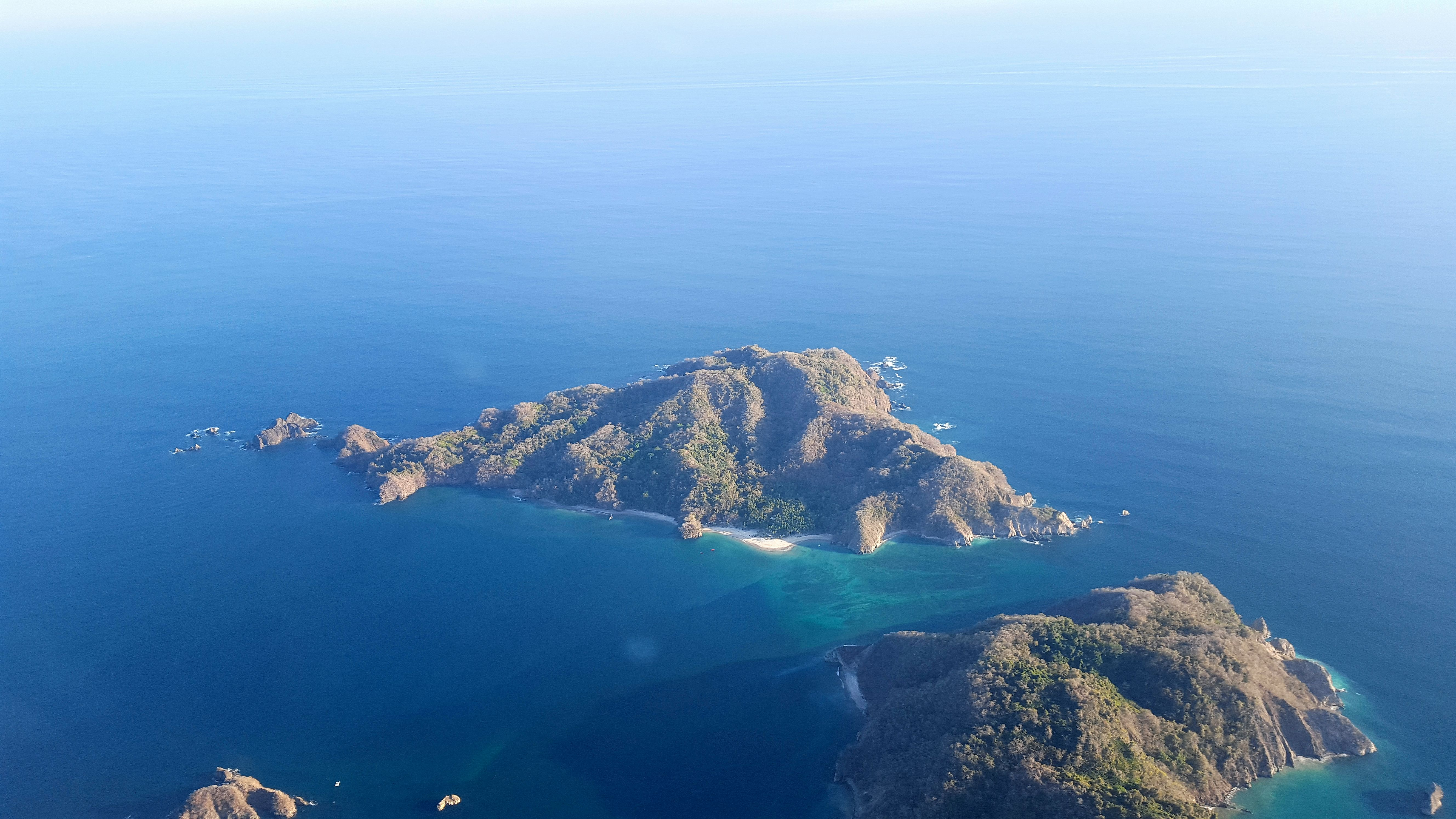
Île Tortuga

| - Île Bolaños - Île Caballo - Île de Cabo Blanco * - Île de Cedros - Île de Chira - Île Cocos * - Île Damas * - Île del Caño * - Île Guayabo * - Île Herradura | - Île Muertos - Île Murciélago - Île de los Negritos * - Île Pájaros * - Île San Lucas * - Îles Tortuga - Île Venado - Île Violín |